# Portugália az 1994. évi téli olimpiai játékokon
Portugália a norvégiai Lillehammerben megrendezett 1994. évi téli olimpiai játékok egyik részt vevő nemzete volt. Az országot az olimpián 1 sportágban 1 sportoló képviselte, aki érmet nem szerzett.

## Alpesisí
Férfi
| Versenyző    | Versenyszám            | 1. futam | 1. futam | 2. futam | 2. futam | Összesítés    | Összesítés    |
| Versenyző    | Versenyszám            | Idő      | Hely.    | Idő      | Hely.    | Idő           | Helyezés      |
| ------------ | ---------------------- | -------- | -------- | -------- | -------- | ------------- | ------------- |
| Jorge Mendes | Lesiklás               |          |          |          |          | 1:49,20       | 41.           |
| Jorge Mendes | Óriás-műlesiklás       | 1:35,94  | 41.      | 1:29,26  | 33.      | 3:05,20       | 32.           |
| Jorge Mendes | Szuperóriás-műlesiklás |          |          |          |          | nem ért célba | nem ért célba |

| Versenyző    | Versenyszám | Lesiklás | Lesiklás | Műlesiklás | Műlesiklás | Műlesiklás | Műlesiklás | Műlesiklás | Műlesiklás | Összesítés | Összesítés |
| Versenyző    | Versenyszám | Lesiklás | Lesiklás | 1. futam   | 1. futam   | 2. futam   | 2. futam   | Össz.      | Össz.      | Összesítés | Összesítés |
| Versenyző    | Versenyszám | Idő      | Hely.    | Idő        | Hely.      | Idő        | Hely.      | Idő        | Hely.      | Idő        | Helyezés   |
| ------------ | ----------- | -------- | -------- | ---------- | ---------- | ---------- | ---------- | ---------- | ---------- | ---------- | ---------- |
| Jorge Mendes | Összetett   | 1:40,29  | 30.      | nem indult | nem indult | kiesett    | kiesett    | kiesett    | kiesett    | kiesett    | kiesett    |